# Simca Chambord
Der Simca Chambord war das erste  in Brasilien gebaute Modell von Simca do Brasil. Der Chambord war ein Fahrzeug der Oberklasse und entsprach weitestgehend der französischen Ausgabe des Chambord auf Basis des Simca Vedette.  Der Motor war der von Ford übernommene Ford-Flathead-V8-Motor mit 2,4 Litern Hubraum und zuerst 62 kW (84 PS) bei 4800/min und 155 Nm bei 2750/min. Über eine Einscheibentrockenkupplung, ein teilsynchronisiertes Dreiganggetriebe und eine einteilige Kardanwelle wurden die Hinterräder angetrieben. Die Hinterachse war starr und an Blattfedern aufgehängt, vorn gab es eine „Stabimatic“ genannte MacPherson-Aufhängung und eine Rollenlenkung. Alle Räder hatten hydraulisch betätigte Trommelbremsen, vorn Duplex, „Twinplex“ genannt. Zuerst wurde er aus importierten Teilen aus Frankreich gefertigt.
Ab März 1959 wurde der Chambord mit vergrößertem Motor und 3-Gang-Getriebe mit Schalthebel an der Lenksäule angeboten.

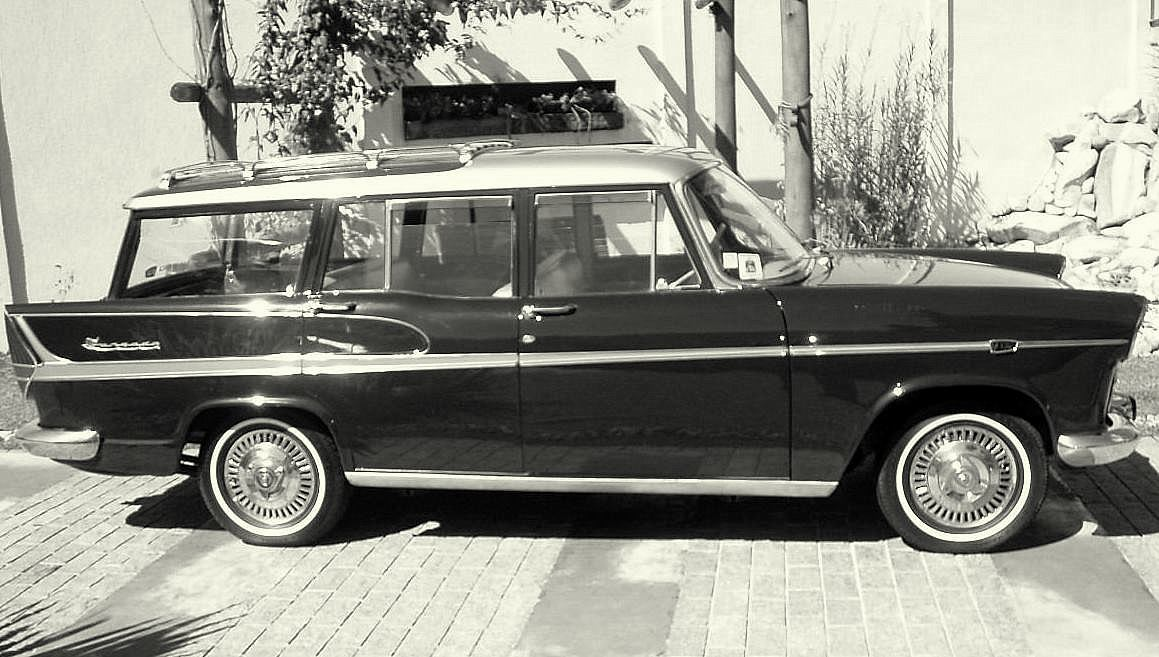
Simca Jangada

Ab 1960 wurde ein Teil der Bauteile von lokalen brasilianischen Zulieferern produziert, dieser Anteil wurde schrittweise erhöht.
1961 erhielt die Chambord-Modellreihe einen verbesserten Motor mit nun 66 kW (90 PS) Leistung und 15 Prozent mehr Drehmoment. Mittlerweile stammten bereits 98 Prozent der Teile aus brasilianischer Produktion.
Der Kombi hieß Simca Jangada
Eine spezielle Luxus-Version wurde vorgestellt als Simca Tufão (Wirbelwind) und als Simca Présidence mit verlängertem Radstand.
1963 wurde die Motorleistung auf bis zu 88 kW (120 PS) gesteigert, zuerst im Simca Rallye. Dies war ein für sportliche Fahrer ausgestatteter Chambord mit enger abgestuftem Getriebe. Er beschleunigte von 0 auf 100 km/h in 14,3 Sekunden, bei einer Höchstgeschwindigkeit von 160 km/h.
1964 gab es mit dem Simca Alvorada und 1965 dessen Nachfolger Simca Profissional sparsamer ausgestattete Versionen des Chambord. Auf Anordnung der brasilianischen Regierung mussten alle Hersteller solche Modelle anbieten.
Bis 1966 wurden insgesamt 50.833 Einheiten des Chambord gebaut, die sich wie folgt aufteilen:
- Chambord (1959–1966): 42.910
- Présidence (1960–1966): 848
- Rallye (1962–1966): 3.992
- Jangada (1962–1966): 2.705
- Alvorado (1963–1965): 378

Die Produktionszahlen des Profissional sind nicht bekannt, sie sind in den Stückzahlen für den Chambord enthalten.
Der Nachfolger Simca Esplanada wurde im November 1966 auf Brasiliens einziger Autoausstellung Salão tun Automóvel vorgestellt.